# サマンサ・モートン
サマンサ・ジェーン・モートン（Samantha Jane Morton, 1977年5月13日 - ）は、イギリスの女優。

## 生い立ち
ノッティンガム出身。両親（ピーター・モートン、パメラ・フリーバリー）は共に工場で働いていた。1971年生まれの兄（マーカス）と1972年生まれの姉（ペニー）がいる。両親は1979年に離婚。幼少期を児童福祉施設で過ごした。

## キャリア
セントラル・ジュニア・テレビジョン・ワークショップで演技を学び、13歳でテレビに初出演する。16歳の時にロンドンに移る。テレビ版の『エマ』や『ジェーン・エア』などの出演を経て、1997年に『アンダー・ザ・スキン』で映画デビューを果たす。この作品でボストン映画批評家協会賞主演女優賞を受賞し、国際的に注目を集める。
1999年公開のウッディ・アレン監督作品『ギター弾きの恋』で、一言も話さないヒロインを演じて、アカデミー助演女優賞にノミネートされた。2003年公開の『イン・アメリカ/三つの小さな願いごと』ではアカデミー主演女優賞にノミネートされた。
2007年放送のテレビ映画『Longford』でゴールデングローブ賞助演女優賞（ミニシリーズ・テレビ映画部門）を受賞。
『The Horrors』やU2のミュージックビデオにも出演している。

## 私生活
俳優のチャーリー・クリード＝マイルズとの間に2000年に長女エスメ誕生。その後、映画製作者のハリー・ホルム（父親は俳優のイアン・ホルム）と婚約、2008年1月に次女イーディを出産。

## 主な出演作品
| 公開年    | 邦題 原題                                                                          | 役名                          | 備考                                                                           |
| --------- | ---------------------------------------------------------------------------------- | ----------------------------- | ------------------------------------------------------------------------------ |
| 1995–1996 | 傷だらけの報復 Band of Gold                                                        | トレイシー・リチャードソン    | テレビシリーズ、12エピソードに出演                                             |
| 1996      | ジェーン・オースティンのエマ Emma                                                  | ハリエット・スミス            | テレビ映画                                                                     |
| 1997      | アンダー・ザ・スキン Under the Skin                                                | アイリス・ケリー              |                                                                                |
| 1997      | トム・ジョーンズ The History of Tom Jones, a Foundling                             | ソフィア                      | テレビシリーズ                                                                 |
| 1999      | ギター弾きの恋 Sweet and Lowdown                                                   | ハティ                        |                                                                                |
| 1999      | 禁断のエバ Dreaming of Joseph Lees                                                 | エバ                          |                                                                                |
| 2002      | モーヴァン Morvern Callar                                                          | モーヴァン                    |                                                                                |
| 2002      | マイノリティ・リポート Minority Report                                             | アガサ                        |                                                                                |
| 2003      | イン・アメリカ/三つの小さな願いごと In America                                     | サラ                          |                                                                                |
| 2003      | CODE46 Code 46                                                                     | マリア・ゴンザレス            |                                                                                |
| 2004      | Jの悲劇 Enduring Love                                                              | クレア                        |                                                                                |
| 2005      | ファイナル・ソルジャー River Queen                                                 | サラ・オブライエン            |                                                                                |
| 2005      | リバティーン The Libertine                                                         | エリザベス・バリー            |                                                                                |
| 2005      | 名犬ラッシー Lassie                                                                | サラ・カラコフ                |                                                                                |
| 2006      | Longford                                                                           | マイラ・ヒンドレー            | テレビ映画 ゴールデングローブ賞助演女優賞（ミニシリーズ・テレビ映画部門） 受賞 |
| 2007      | エリザベス:ゴールデン・エイジ Elizabeth: The Golden Age                            | メアリー (スコットランド女王) |                                                                                |
| 2007      | コントロール Control                                                               | デボラ・カーティス            |                                                                                |
| 2007      | ミスター・ロンリー Mister Lonely                                                   | マリリン・モンロー            |                                                                                |
| 2008      | 脳内ニューヨーク Synecdoche, New York                                              | ヘイゼル                      |                                                                                |
| 2009      | メッセンジャー The Messenger                                                       | オリヴィア                    |                                                                                |
| 2012      | ジョン・カーター John Carter                                                       | ソラ                          |                                                                                |
| 2012      | コズモポリス Cosmopolis                                                            | ヴィジャ・キンスキー          |                                                                                |
| 2016      | ファンタスティック・ビーストと魔法使いの旅 Fantastic Beasts and Where to Find Them | メアリー・ルー・ベアボーン    |                                                                                |
| 2019-     | ウォーキング・デッド The Walking Dead                                              | アルファ                      | シーズン9、10：メイン・キャスト                                                |
| 2022      | SHE SAID/シー・セッド その名を暴け She Said                                        | ゼルダ・パーキンス            |                                                                                |
| 2023      | ザ・ホエール The Whale                                                             | メアリー                      |                                                                                |

## 参照
1. ↑  "Samantha Morton Biography (1977–)" FilmReference.com (Retrieved 26 August 2009)
2. ↑  Martin, Stephen; "I may have left Sam in care but she still flies me First Class to Hollywood" Sunday Mirror, 30 June 2002 (Retrieved 26 August 2009)
3. 1 2  "Biography: Samantha Morton" Yahoo.com (Retrieved 26 August 2009)
4. 1 2  Addley, Esther; "'I think she is attracted to women who have difficulties...'" Guardian.co.uk, 5 October 2007 (Retrieved 26 August 2009)